# Hamlet (trein)
De Hamlet was een Europese internationale trein op de Vogelfluglinie tussen Kopenhagen en Hamburg. De naam verwijst naar de Prins van Denemarken genaamd Hamlet, een personage uit het gelijknamige toneelstuk van William Shakespeare.

## EuroCity
De Hamlet werd op 2 juni 1991 in het EuroCity net opgenomen als gevolg van een besluit om de EuroCity's te noemen naar bekende Europeanen. Hij verving de EC Hansa, waarbij het zuidelijke eindpunt echter wel veranderde van Hamburg Altona in Hamburg Hbf. De EuroCity dienst, met drie treinen per dag per richting, werd samen met de EC Karen Blixen en de EC Thomas Mann onderhouden. De Hamlet verzorgde hierbij de vroege rit uit Kopenhagen en de avondrit uit Hamburg.

### Rollend materieel
De dienst werd gestart met getrokken treinen, samengesteld uit rijtuigen van de Deutsche Bundesbahn. Sinds september 1997 wordt gereden met IC/3 treinstellen van de Deense Staatsspoorwegen.

### Route en dienstregeling
De Hamlet startte met de treinnummers EC 194 en EC 195 zijn dienst op de VogelFluglinie.
| EC 195 | land       | station                 | km  | EC 194 |
| ------ | ---------- | ----------------------- | --- | ------ |
| 07:20  | Denemarken | København Hovedbanegård | 0   | 22:20  |
|        | Denemarken | Høje Taastrup           | 20  |        |
|        | Denemarken | Ringsted                | 54  |        |
|        | Denemarken | Naestved                | 91  |        |
|        | Denemarken | Nykøbing                | 147 |        |
|        | Denemarken | Rødby Færge             | 183 |        |
|        | Denemarken | Rødby Færge (boot)      | 183 |        |
|        | Duitsland  | Puttgarden (boot)       | 202 |        |
|        | Duitsland  | Puttgarden              | 202 |        |
|        | Duitsland  | Lübeck                  | 291 |        |
| 12:31  | Duitsland  | Hamburg Hbf             | 353 | 17:11  |

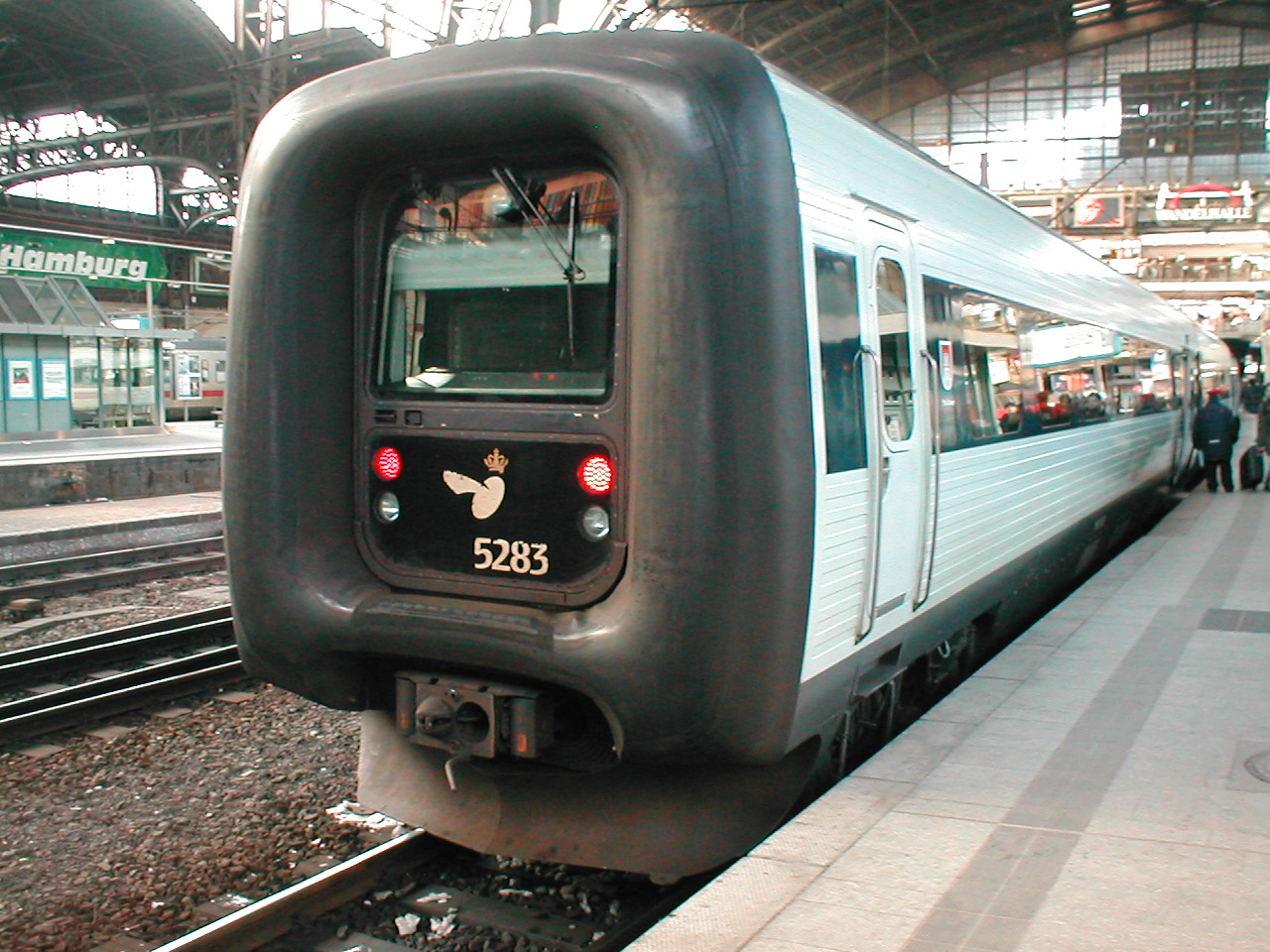
IC/3 in Hamburg Hbf.

Op 31 mei 1992 werd een twee-uurse frequentie ingevoerd op de Vogelfluglinie en werden de EuroCity's genummerd in volgorde van uitvoering van de dienst. De Hamlet hield zijn vertrektijden maar kreeg wel de nummers EC 192 richting Kopenhagen en EC 193 richting Hamburg. In 1994 werd de trein vernummerd tot EC 188 en EC 189. In 1998 werden de nummers EC 38 en EC 39 toegekend. Vanaf 1 juli 2000 begon de EC 38 niet meer in Kopenhagen maar in Malmö Central om 07:03 uur, om via de route: Malmö Syd Svaagertorp – Sontbrug – Kastrup Lufthavn – Taarnby – Ørestad naar Kopenhagen te rijden en vandaar verder naar Hamburg. Het betreffende treinstel was de avond daarvoor als EC Karen Blixen in Malmö aangekomen. Op 12 december 2004 vervielen de namen voor de Eurocities op de Vogelfluglinie en werd de dienst naamloos voortgezet.